# علي بن صالح السلوك
علي بن صالح السلوك مؤرخ وجغرافي سعودي ولد في قرية قرن ظبي بزهران جنوب السعودية عام 1360هـ (1941م). عمل نائباً لرئيس مجلس إدارة النادي الأدبي في الباحة منذ تأسيسه، وصدر له العديد من المؤلفات من أبرزها كتاب (المعجم الجغرافي لبلاد غامد وزهران)، وكتات (موسوعة الموروثات الشعبية). وتوفي عام 1433هـ (2012م).

## التعليم
درس في الكُتَّاب لدى إمام مسجد القرية لمدة عامين 1370هـ و1371هـ، وعندما أُنشئت مدرسة قرن ظبي عام 1372هـ التحق بها، ثم انتقل إلى مدرسة بيضان منتصف عام 1372هـ.
ترك الدراسة عام 1375هـ وانتقل إلى مكة المكرمة طلباً للعمل، وهناك وجد ضالته في تنمية حصيلته العلمية عن طريق الاطلاع على شتى المعارف، وحضور بعض حلقات العلم في الحرم المكي الشريف.

## العمل والعضويات
- في أوائل العام 1377هـ عمل في وظيفة كاتب أول بوزارة الداخلية (إمارة الكامل).
- وفي العام 1381هـ انتقلت خدماته إلى إمارة بلجرشي (إمارة منطقة الباحة فيما بعد).
- شارك في تأسيس جمعية البر الخيرية في الباحة عام 1402هـ.
- عضو جائزة الأمير محمد بن سعود لحفظ القرآن الكريم وعلومه.
- عضو مؤسس لنادي الباحة الأدبي ونائب رئيس النادي منذ تأسيسه عام 1416هـ.[5]

## إصدارات
| الإصدار                             | سنة النشر | ملاحظات |
| ----------------------------------- | --------- | ------- |
| المعجم الجغرافي لبلاد غامد وزهران   | 1971      |         |
| موسوعة الموروثات الشعبية (5 مجلدات) | 1995      | [ 6 ]   |
| وثائق من التاريخ                    | 2002      | [ 7 ]   |
| غامد وزهران: السكان والمكان         | 2002      | [ 8 ]   |

## وفاته
تعرض في آخر حياته لمرض أفقده الوعي لما يزيد على عشر سنوات إلى أن توفي في تاريخ 7 شوال 1433هـ (أغسطس 2012م).